# Primula acaulis
Primula acaulis är en art som numera synonymiserats med Jordviva (Primula vulgaris). 

## Underarter
Arten delas in i följande underarter:
- P. a. acaulis
- P. a. alpina
- P. a. atlantica
- P. a. balearica
- P. a. rubra